# Cieza (Kantabrien)
Cieza ist eine Gemeinde in der spanischen Autonomen Region Kantabrien. Sie grenzt im Norden an Mazcuerras und Los Corrales de Buelna, im Westen an Ruente und im Südosten an Arenas de Iguña. Sie befindet sich in der Region Besaya, im östlichen Teil des nationalen Jagdreservats Saja.

## Ortsteile
- Collado
- Villasuso de Cieza
- Villayuso de Cieza (Hauptort)

## Bevölkerungsentwicklung
| 1842 | 1900 | 1950 | 1981 | 1991 | 2001 | 2011 |
| ---- | ---- | ---- | ---- | ---- | ---- | ---- |
| 1039 | 1064 | 1284 | 893  | 803  | 687  | 602  |

## Wirtschaft
Die örtliche Wirtschaft bezieht ihre Mittel aus der Landwirtschaft, der Viehzucht, den Einkommen der Einwohner, die täglich in den Industrien der Nachbargemeinden arbeiten, und den Überweisungen der Auswanderer in andere Teile Spaniens, wo es mehr Möglichkeiten für Beschäftigung außerhalb der Landwirtschaft gibt.